# Gaoshan (sockenhuvudort i Kina, Hunan Sheng, lat 25,79, long 112,31)
Gaoshan (kinesiska: 高山) är en sockenhuvudort i Kina. Den ligger i provinsen Hunan, i den södra delen av landet, omkring 280 kilometer söder om provinshuvudstaden Changsha. Antalet invånare är 10 345. Befolkningen består av 5 007 kvinnor och 5 338 män. Barn under 15 år utgör 26,0 %, vuxna 15-64 år 62 %, och äldre över 65 år 10,0 %.
Runt Gaoshan är det tätbefolkat, med 427 invånare per kvadratkilometer. Närmaste större samhälle är Longquan, 16,3 km nordväst om Gaoshan. Trakten runt Gaoshan består till största delen av jordbruksmark.
Genomsnittlig årsnederbörd är 1 888 millimeter. Den regnigaste månaden är augusti, med i genomsnitt 273 mm nederbörd, och den torraste är oktober, med 37 mm nederbörd.